# Indië-monument (Andelst)

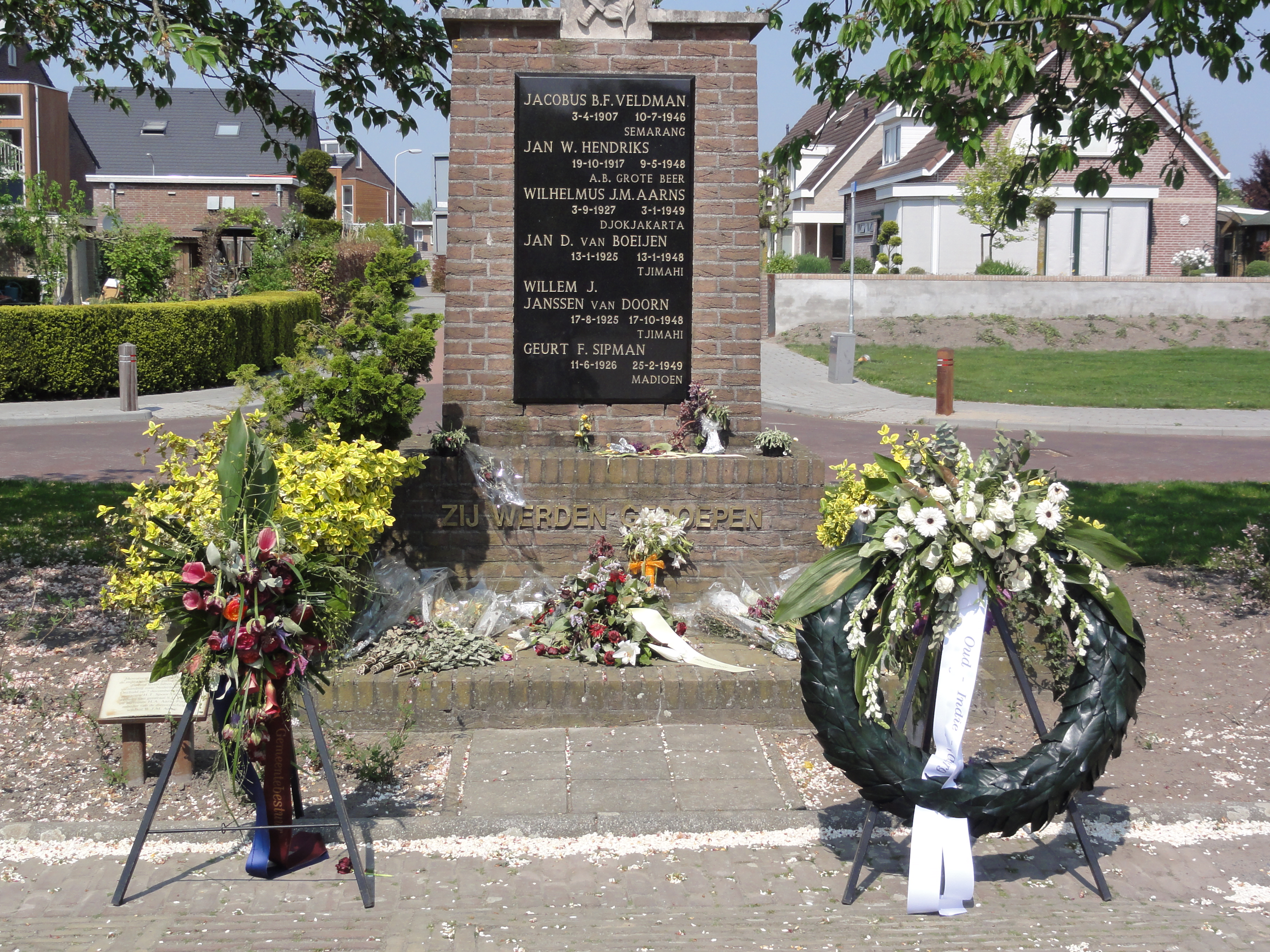
Andelst (Overbetuwe) Indië-monument in 2011

Het Indië-monument in Andelst is tot stand gekomen door een aantal veteranen die zelf meegevochten hadden in het voormalige Nederlands-Indië tijdens de politionele acties, B. Franken, H. Jansen, L. Hokke en DS. W. Smits. Het monument werd ontworpen door Nellie Elings-van Boeijen de zus van een van de gevallen soldaten, Jan van Boeijen. Het monument is onthuld op 7 december 1985 door mevrouw Spoor-Dijkema, die zelf weduwe was van een commandant die in Nederlands-Indië had gevochten en door de mevrouw Klein Mentink-Potjes, moeder van een van de omgekomen soldaten. 

## Inscripties
Op het monument zit een plakkaat met daarop een aantal namen van gevallen soldaten uit de gemeente Valburg, wat hedendaags onder de gemeente Overbetuwe valt. Niet alleen de namen van de soldaten staan op het monument, maar ook de geboorte –en sterftedatum en de sterfplaats. Op de gedenksteen staat de tekst 'Zij werden geroepen'.
Op het plakkaat staan de volgende namen:
Jacobus B.F. Veldman
3-4-1907 – 10-7-1946
Semarang
Jan W. Hendriks
19-10-1917 – 9-5-1948
A.B. Grote Beer
Wilhelmus J.M. Aarns
3-9-1927 – 3-1-1949
Djokjakarta
Jan D. van Boeijen
13-1-1925 – 13-1-1948
Tjimahi
Willem J. Janssen van Doorn
17-8-1925 – 17-10-1948
Tjimahi
Geurt F. Sipman
11-6-1926 – 25-2-1949
Madioen

## Vormgeving
Het monument is merendeel gemaakt van rode baksteen met daarop een zwart plakkaat waarop met gouden letters de overledenen genoemd worden. Op het onderste deel van het monument staat met grotere gouden letters op het baksteen ZIJ WERDEN GEROEPEN. Bovenop het monument zit een stenen insigne van demobilisatie-eenheid met helm, zwaard en lauwertak. 

## Locatie
Het Indië monument kan men vinden in Andelst, een klein dorp in de Overbetuwe, wat deel uit maakt van de Betuwe zelf. Het monument staat op het Europaplein 1, naast het oude gemeentehuis wat in de toekomst gaat fungeren als zorgcentrum voor ouderen. 

## Herdenkingen
De plaatselijke protestantste basisschool ‘de Clarafabriciusschool’ organiseert elk jaar een speciale herdenking bij het Indië monument. Waarbij niet alleen leerlingen, maar ook docenten en buurtbewoners een bloem kunnen neerleggen. In het schooljaar 2018-2019 is dit monument zelfs geadopteerd door de basisschool. Daarnaast wordt er tijdens 4 en 5 mei een kaarsje aangestoken bij dit monument door de hardloop –en wandelvereniging in Elst, als teken van herdenking. 

## 'Zij werden geroepen’
In 2019 is er een boek verschenen door Jan Boeijen, die vernoemd is naar zijn oom, een van de gevallen soldaten, genoemd wordt op het monument. Hij heeft veel onderzoek gedaan naar de soldaten van het Indië-monument en de levensverhalen van deze militairen beschreven.